# Vincenc Tautscher
Vincenc Tautscher, sodnik, mariborski župan (Bürgermeister), * (?), † 1834.

## Življenjepis
Vincenc Tautscher je deloval sprva kot sodnik ptujskega magistrata. 
Mariborski župan je bil od leta 1816 do leta 1834. 
Umrl je leta 1834.

## Županovanje
Po sporazumu med gubernijem in notranjeavstrijskim apelacijskim sodiščem v Celovcu je bilo je bilo mesto mariborskega izprašanega župana leta 1816 podeljeno prvemu sodniku ptujskega magistrata Vincencu Tautscherju. 
V njegovem županskem obdobju je magistrat uredil mestne finance, za kar so mestnemu blagajniku Matiji Satzerischu podelili naslov častnega meščana. 
Urejene mestne finance so omogočile začetek posodabljanja mesta. 
Odstranili so Graška in Koroška mestna vrata, zasuli mestni obrambni jarek in zgradili vozne poti v predmestja. Od leta 1823 je mesto začelo uvajati ulično razsvetljavo.
Leta 1822 in 1831 so po mariborskem predmestju pustošili veliki požari. 